# 小笠原長円
小笠原 長円（おがさわら ながのぶ）は、豊前国中津藩4代藩主。忠脩系小笠原家4代。

## 生涯
延宝4年（1676年）2月26日、初代藩主・小笠原長次の長男・長章の五男として生まれる。
元禄11年（1698年）7月28日に兄で第3代藩主の長胤が悪政と乱行を理由に改易された。しかし小笠原氏は譜代の名門であり、藩祖の秀政ら祖先の勤労を評価されて、弟の長円が8万石から4万石に所領を削減された上で家督を継ぐことを許された。
しかし、長円も兄や先々代の長勝と同じように暗愚な人物で、藩財政困窮のために領民に重税を課し、さらに家臣の知行も半減している。元禄11年（1698年）12月25日、従五位下・信濃守に叙位・任官された。宝永6年（1709年）から病気に倒れたと称して藩政を顧みなくなり、そればかりか養生のためとして豪勢な別邸を建ててそこに居住し、以後は女と酒に溺れた生活を送ってますます藩政を混乱させた。
正徳3年（1713年）10月22日に死去した。享年38。跡を長男の長邕が継いだ。

## 系譜
- 父：小笠原長章（1637-1675）
- 母：不詳
- 正室：稲葉正通の娘
- 生母不明の子女
  - 長男：小笠原長邕（1711-1716）
  - 次男：小笠原長興（1712-1786）
  - 女子：小笠原長興養女 - 小笠原長逵正室